# Semiothisa praesignataria
Semiothisa praesignataria är en fjärilsart som beskrevs av Thierry-mieg 1895. Semiothisa praesignataria ingår i släktet Semiothisa och familjen mätare. Inga underarter finns listade i Catalogue of Life.